# Голема Њива
Голема Њива је насељено место града Лесковца у Јабланичком округу. Према попису из 2022. било је 34 становника.
У близини села се налазе тзв. Јашуњски манастири, који су под заштитом Републике Србије, као споменици културе од великог значаја.

## Положај и тип села
Село Голема Њива смештено је на планини Бабичкој гори, на њеној доста стрмој падини испод највише језерске терасе.
Припада селима збијеног типа.

## Етимологија
Простор на коме се налази данашње самостално село звао се некада „Голема њива”. Поједина домаћинства некадашњег „Старог села”, данашње Црковнице, имала су на том простору своје трле са гумнима. Услед демографског развоја „Старог села”, браћа или синови појединих породица селили су се на „Голему њиву” и ту заснивали своје породице. На тај начин постао је заселак Црковнице који је касније добио статус самосталног села под именом „Голема Њива”, вероватно на основу старог назива за тај простор. На свим старијим картама простор који покривају некадашње Старо село, данашња села Голема Њива и Ораовица убележен је као село Црковница.

## Путеви
До Големе Њиве води пут из правца Лесковца преко Богојевца који се, чим се пређе преко моста на Јужној Морави, одваја лево испод Градца. Овај пут се у селу Дрћевцу, испод основне школе, рачва у два правца од којих десни правац води за Голему Њиву. Он се ту и завршава.

## Воде
у самом селу, испод школе, налази се јак извор планинске воде који је каптиран и претворен у чесму. Из ове чесме тече јаки млаз воде од кога се формира водоток који иде ка селу Дрћевцу.
У атару села постоји велики број извора или кладенаца, неки од њих носе називе: „Кладенац код баче”, „Турски кладенац”, „Висока чесма”, „Јака вода” итд. У селу има и бунара без обзира на то што је смештено на високој планинској коси.
Каптажом вода из извора „Висока чесма” и „Јака вода” створен је сеоски водовод којим се служе многа домаћинства у селу.

## Из прошлости села
Голема Њива, као српско село, је село новијег датума. Настало је исељавањем мештана старе Црковнице на своја трлишта и гумна. Међутим, на територији данашњег села пронађени су трагови предсловенске културе. Такав је случај са локалитетом „Равниште”. На локалитету „Троло”, коси југоисточно од села, било је „латинско гробље”. На том локалитету данас је изграђен велики број викенд-кућа. Код копања темеља често се наилази на људске кости.
У долини Црне реке, изнад њеног корита на десној обали, на малој заравни, налази се Манастир Ваведења Пресвете Богородице у Јашуњи подигнут 1499. године. Сматра се да је овај манастир подигнут на темељу рановизантијске цркве која је служила као богомоља становницима подграђа који су своје мртве укопавали на локалитету „Троло”.
На левој обали Црне реке диже се стари купасти вис на чијем врху постоје остаци рановизантијског а могуће и римског кастела. Унутар зидова овог кастела постоји минијатурна црква, очуваних темеља и апсиде, која је вероватно служила за верске потребе посаде у овој тврђави. Кастел се налазио на лонгитудиналном путу који се и данас користи а мештани га називају „Латински пут”.
За време Турака Голема Њива, као заселак Црковнице, била је господарско село. По одласку Турака село је плаћало аграрни дуг.

## Демографија
У насељу Голема Њива живи 112 пунолетних становника, а просечна старост становништва износи 57,9 година (56,9 код мушкараца и 58,8 код жена). У насељу има 56 домаћинстава, а просечан број чланова по домаћинству је 2,11.
Ово насеље је великим делом насељено Србима (према попису из 2002. године), а у последња три пописа, примећен је пад у броју становника.
|             | \| Демографија[3] \| Демографија[3] \| Демографија[3] \| \| Година \| Становника \| Становника \| \| -------------- \| -------------- \| -------------- \| \| 1948. \| 590 \| \| \| 1953. \| 569 \| \| \| 1961. \| 552 \| \| \| 1971. \| 439 \| \| \| 1981. \| 303 \| \| \| 1991. \| 210 \| 208 \| \| 2002. \| 118 \| 119 \| \| 2011. \| 67 \| \| \| 2022. \| 34 \| \| |            |
| Демографија | |            |
| Година      | Становника | Становника |
| 1948.       | 590 |            |
| 1953.       | 569 |            |
| 1961.       | 552 |            |
| 1971.       | 439 |            |
| 1981.       | 303 |            |
| 1991.       | 210 | 208        |
| 2002.       | 118 | 119        |
| 2011.       | 67 |            |
| 2022.       | 34 |            |

| Етнички састав према попису из 2002.‍ | Етнички састав према попису из 2002.‍ | Етнички састав према попису из 2002.‍ | Етнички састав према попису из 2002.‍ | Етнички састав према попису из 2002.‍ |
| ------------------------------------ | ------------------------------------ | ------------------------------------ | ------------------------------------ | ------------------------------------ |
|                                      |                                      |                                      |                                      |                                      |
| Срби                                 | Срби                                 |                                      | 116                                  | 98,30%                               |
| непознато                            | непознато                            |                                      | 2                                    | 1,69%                                |

| Година пописа     | 1948. | 1953. | 1961. | 1971. | 1981. | 1991. | 2002. |
| ----------------- | ----- | ----- | ----- | ----- | ----- | ----- | ----- |
| Број домаћинстава | 74    | 80    | 94    | 97    | 92    | 76    | 56    |

| Број чланова      | 1  | 2  | 3 | 4 | 5 | 6 | 7 | 8 | 9 | 10 и више | Просек |
| ----------------- | -- | -- | - | - | - | - | - | - | - | --------- | ------ |
| Број домаћинстава | 22 | 23 | 3 | 4 | 2 | 0 | 1 | 1 | 0 | 0         | 2,11   |

| Пол    | Укупно | Неожењен/Неудата | Ожењен/Удата | Удовац/Удовица | Разведен/Разведена | Непознато |
| ------ | ------ | ---------------- | ------------ | -------------- | ------------------ | --------- |
| Мушки  | 52     | 9                | 36           | 7              | 0                  | 0         |
| Женски | 61     | 6                | 35           | 20             | 0                  | 0         |
| УКУПНО | 113    | 15               | 71           | 27             | 0                  | 0         |

| Пол    | Укупно                    | Пољопривреда, лов и шумарство | Рибарство                            | Вађење руде и камена | Прерађивачка индустрија       |
| ------ | ------------------------- | ----------------------------- | ------------------------------------ | -------------------- | ----------------------------- |
| Мушки  | 42                        | 36                            | 0                                    | 0                    | 1                             |
| Женски | 38                        | 38                            | 0                                    | 0                    | 0                             |
| УКУПНО | 80                        | 74                            | 0                                    | 0                    | 1                             |
| Пол    | Производња и снабдевање   | Грађевинарство                | Трговина                             | Хотели и ресторани   | Саобраћај, складиштење и везе |
| Мушки  | 0                         | 1                             | 3                                    | 0                    | 0                             |
| Женски | 0                         | 0                             | 0                                    | 0                    | 0                             |
| УКУПНО | 0                         | 1                             | 3                                    | 0                    | 0                             |
| Пол    | Финансијско посредовање   | Некретнине                    | Државна управа и одбрана             | Образовање           | Здравствени и социјални рад   |
| Мушки  | 0                         | 0                             | 0                                    | 0                    | 0                             |
| Женски | 0                         | 0                             | 0                                    | 0                    | 0                             |
| УКУПНО | 0                         | 0                             | 0                                    | 0                    | 0                             |
| Пол    | Остале услужне активности | Приватна домаћинства          | Екстериторијалне организације и тела | Непознато            | Непознато                     |
| Мушки  | 0                         | 0                             | 0                                    | 1                    | 1                             |
| Женски | 0                         | 0                             | 0                                    | 0                    | 0                             |
| УКУПНО | 0                         | 0                             | 0                                    | 1                    | 1                             |